# Bactromyia delicatula
Bactromyia delicatula är en tvåvingeart som beskrevs av Louis-Paul Mesnil 1953. Bactromyia delicatula ingår i släktet Bactromyia och familjen parasitflugor.
Artens utbredningsområde är Taiwan. Inga underarter finns listade i Catalogue of Life.